# Oceanites gracilis
El paíño de Elliot o golondrina de mar chica (Oceanites gracilis) es una especie de ave pelágica de la familia Oceanitidae.
Se puede encontrar en Argentina, Chile, Colombia, Ecuador, y Perú.
Su hábitat natural es el mar abierto.

## Subespecies
Se han identificado dos subespecies:
- Oceanites gracilis gracilis.
- Oceanites gracilis galapagoensis.